# Aphonus tridentatus
Aphonus tridentatus är en skalbaggsart som beskrevs av Thomas Say 1823. Aphonus tridentatus ingår i släktet Aphonus och familjen Dynastidae. Inga underarter finns listade i Catalogue of Life.